# Ole Jørgensen
Ole "Lodret" Jørgensen (født 1935, død 14. juli 2009) var en dansk typograf, trommeslager, vinbonde og statist.
Som trommeslager spillede han blandt andre sammen med Max Brüel (saxofon) og Jørgen Ryg (trommeslager). Han  blev fuldtidsmusiker efter at han blev kontaktet af Bruno Martino, en italiensk orkesterleder. Han optrådte i flere lande sammen med sit italienske orkester, blandt andet i Nimb i Danmark. Tilnavnet "Lodret" skyldtes, at han i en periode stillede sit bækken lodret, men satte det senere tilbage til vandret, under et påskud om, at ellers kunne pigerne blandt publikum ikke se ham.
Blandt publikum mødte han en italiensk kvinde, som han endte med at gifte sig med. De slog sig først ned i København, hvor han fandt arbejde hos først en musikhandler og senere i reklamebranchen. De endte dog med at flytte til først Napoli og sidenhen til hustruens fødeby i det sydlige Italien, hvor de slog sig ned som vinbønder i en årrække. Han fortsatte dog med at spille musik, og underviste derudover børn i musik. Han oprettede også et turistbureau for nordiske turister og deltog som statist i Fellinifilm. 